# Joseph Friedrich Nicolaus Bornmüller
Joseph Friedrich Nicolaus Bornmüller (Hildburghausen, Alemania; 6 de febrero de 1862-Weimar, 19 de diciembre de 1948) fue un botánico y micólogo alemán.

## Biografía
Era hijo de Franz Bornmüller y de Meta Meyer. Estudia en la Escuela de Horticultura de Potsdam en los años 1880s. Realiza numerosos viajes de estudio;  dirigió el "Herbario Oriental de Weimar de 1903 a 1938.
Se casa con Frida Amelung en 1895. Es invitado, en 1913, por Alexei Fedchenko (1844-1873) para participar de una expedición científica al este de Turquestán. Trabajará de 1917 a 1918, en Macedonia, mientras estuvo ocupada por tropas germanas.
Tras su muerte su colección particular fue vendida al Museo de Historia Natural de Berlín.

## Obras
- "Beiträge zur Flora Mazedoniens". 1925-1928
- "Repertorium specierum novarum regni vegetabilis, 1938

## Honores
En 1943 recibe el título de doctor honorario en Jena.

### Epónimos
En su honor se nombran:
- géneros:
  - Bornmuelleria Hausskn.
  - Bornmuellerantha Rothm.

- La abreviatura «Bornm.» se emplea para indicar a Joseph Friedrich Nicolaus Bornmüller como autoridad en la descripción y clasificación científica de los vegetales.[1]